# تاتسوکی نودا
تاتسوکی نودا (انگلیسی: Tatsuki Noda؛ زادهٔ ۲ آوریل ۱۹۹۸) بازیکن فوتبال است.
از باشگاه‌هایی که در آن بازی کرده‌است می‌توان به باشگاه فوتبال ویسل کوبه اشاره کرد.